# Ophiactis simplex
Ophiactis simplex is een slangster uit de familie Ophiactidae.
De wetenschappelijke naam van de soort werd in 1851 gepubliceerd door LeConte.

## Synoniemen
- Ophiactis oerstedii Lütken, 1856[1]
- Ophiactis simplex Lütken, 1856[2]